# Novajidrány
Novajidrány ist eine ungarische Gemeinde im Kreis Encs im Komitat Borsod-Abaúj-Zemplén.

## Geografische Lage
Novajidrány liegt in Nordungarn, 44 Kilometer nordöstlich des Komitatssitzes Miskolc, neun Kilometer nordöstlich der Kreisstadt Encs, an dem Fluss Bársonyos. Nachbargemeinden sind Garadna, Méra und Vizsoly.

## Geschichte
Novajidrány entstand 1936 durch den Zusammenschluss der Orte Alsónovaj, Felsőnovaj und Idrány.

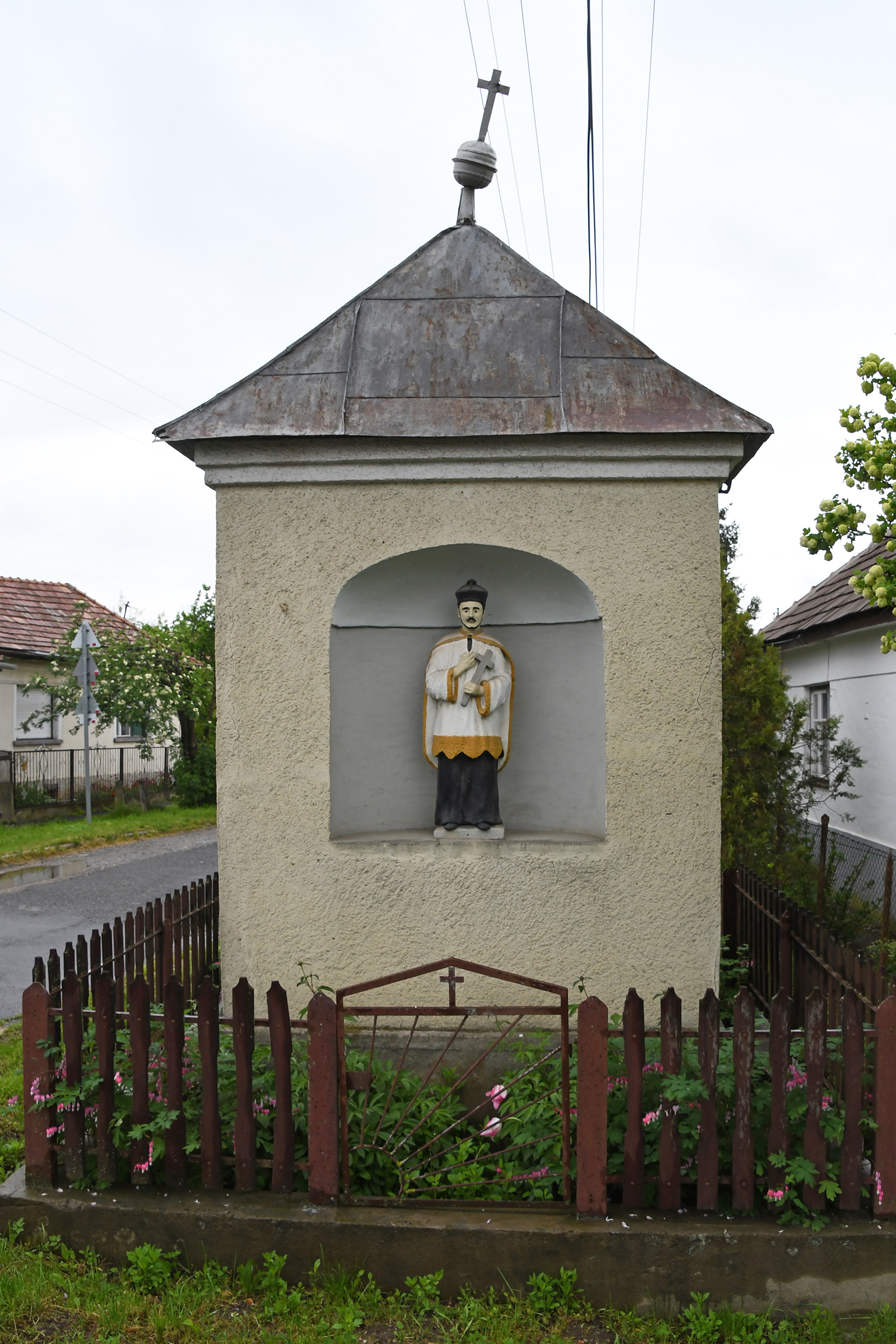
Nepomuki-Szent-János-Bildsäule

## Sehenswürdigkeiten
- Reformierte Kirche
- Römisch-katholische Kirche Szűz Mária neve, erbaut 1791 im spätbarocken Stil
- Nepomuki-Szent-János-Bildsäule
- Szent Flórian-Bildsäule

## Verkehr
Durch Novajidrány führt die Landstraße Nr. 3030, von der in östliche Richtung die Landstraße Nr. 3724 nach Vizsoly abzweigt. Es bestehen Busverbindungen nach Encs und in die Nachbargemeinden. Novajidrány ist angebunden an die Eisenbahnstrecke von Miskolc nach Hidasnémeti.